# Tor wyścigów konnych Służewiec

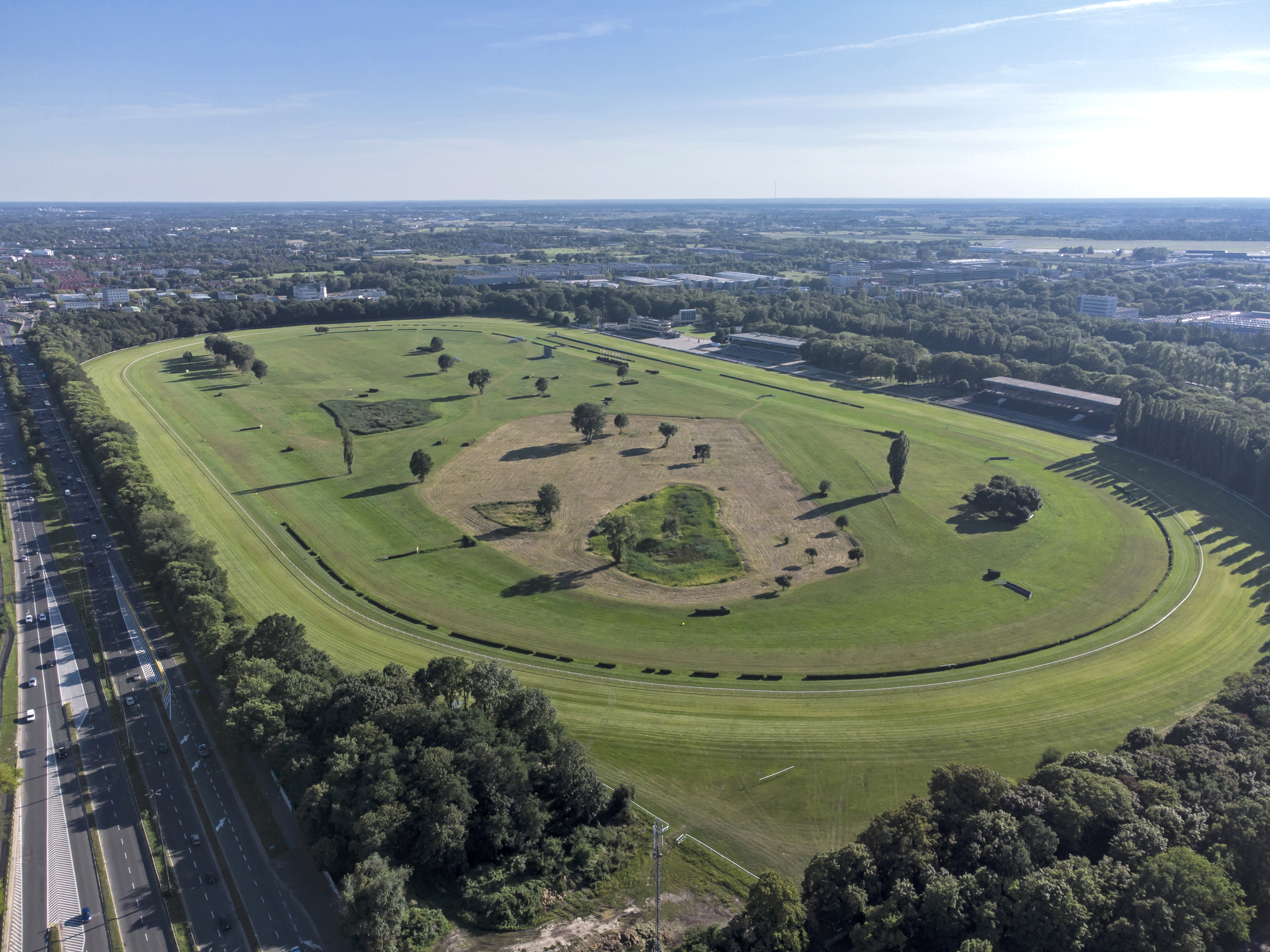
Widok na tor z powietrza, od strony północno-wschodniej

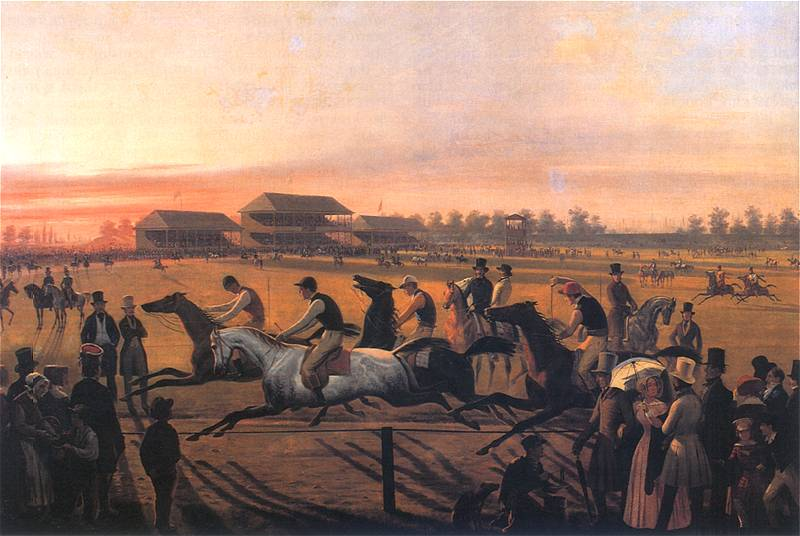
„Pierwsze wyścigi konne na Polu Mokotowskim w Warszawie” January Suchodolski 1849. Muzeum Warszawy

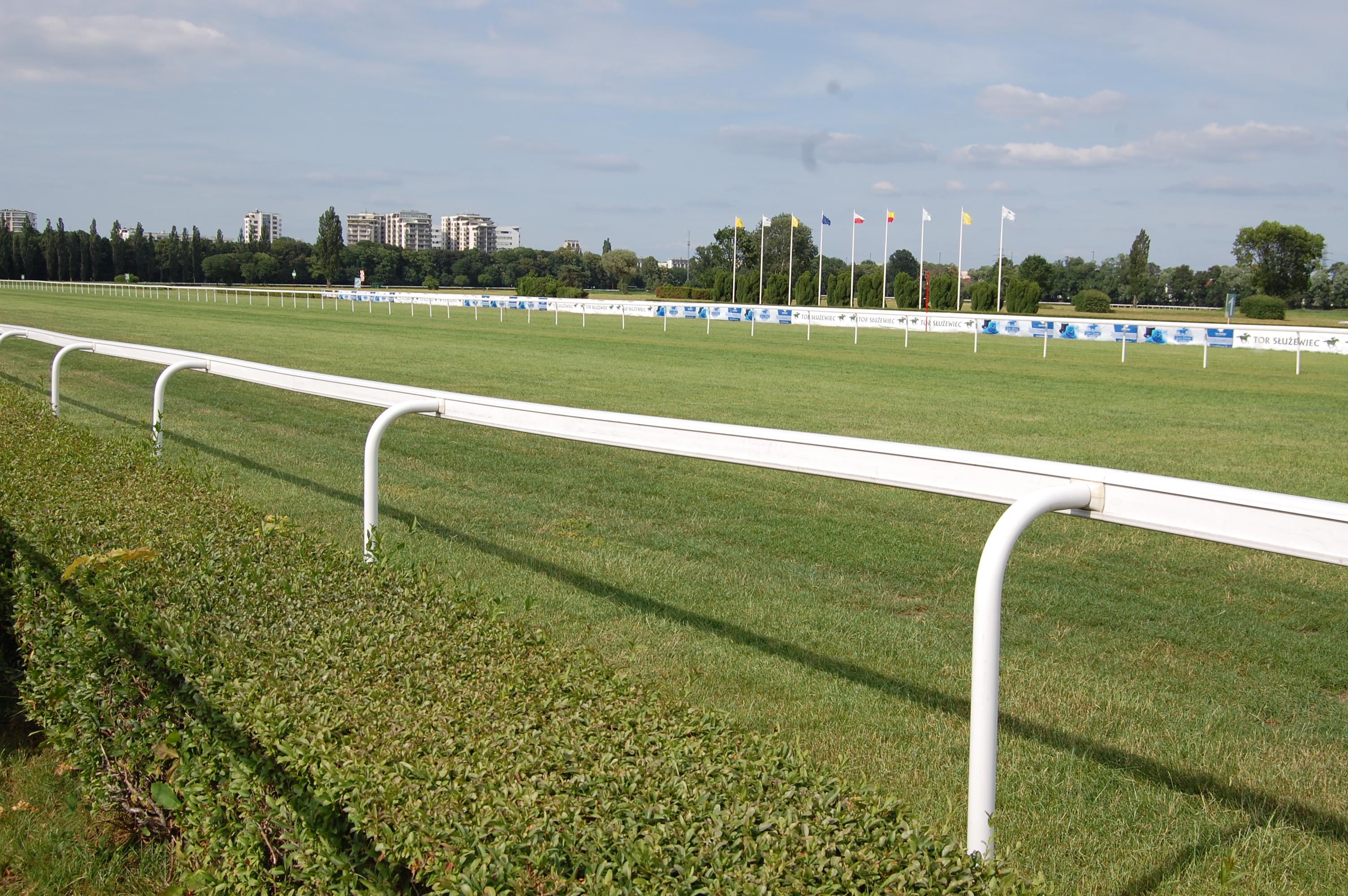
Fragment toru

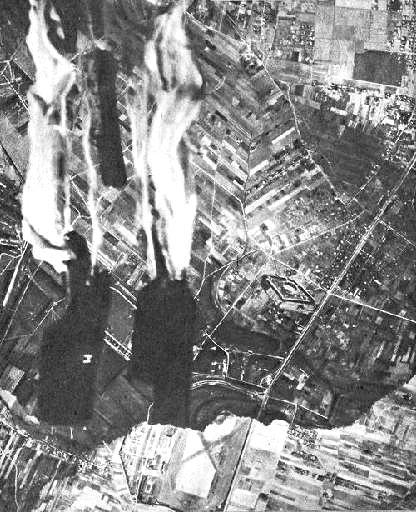
Służewiec na zdjęciu lotniczym z sierpnia 1944 r. Romboidalna konstrukcja na środku to Fort VIIA Twierdzy Warszawa, po prawej od niego ulica Puławska, na dole zabudowania wsi Służewiec, a poniżej nich teren Toru wyścigów konnych Służewiec, po lewej od toru zabudowa Wyczółek, w prawym górnym rogu zdjęcia Ksawerów

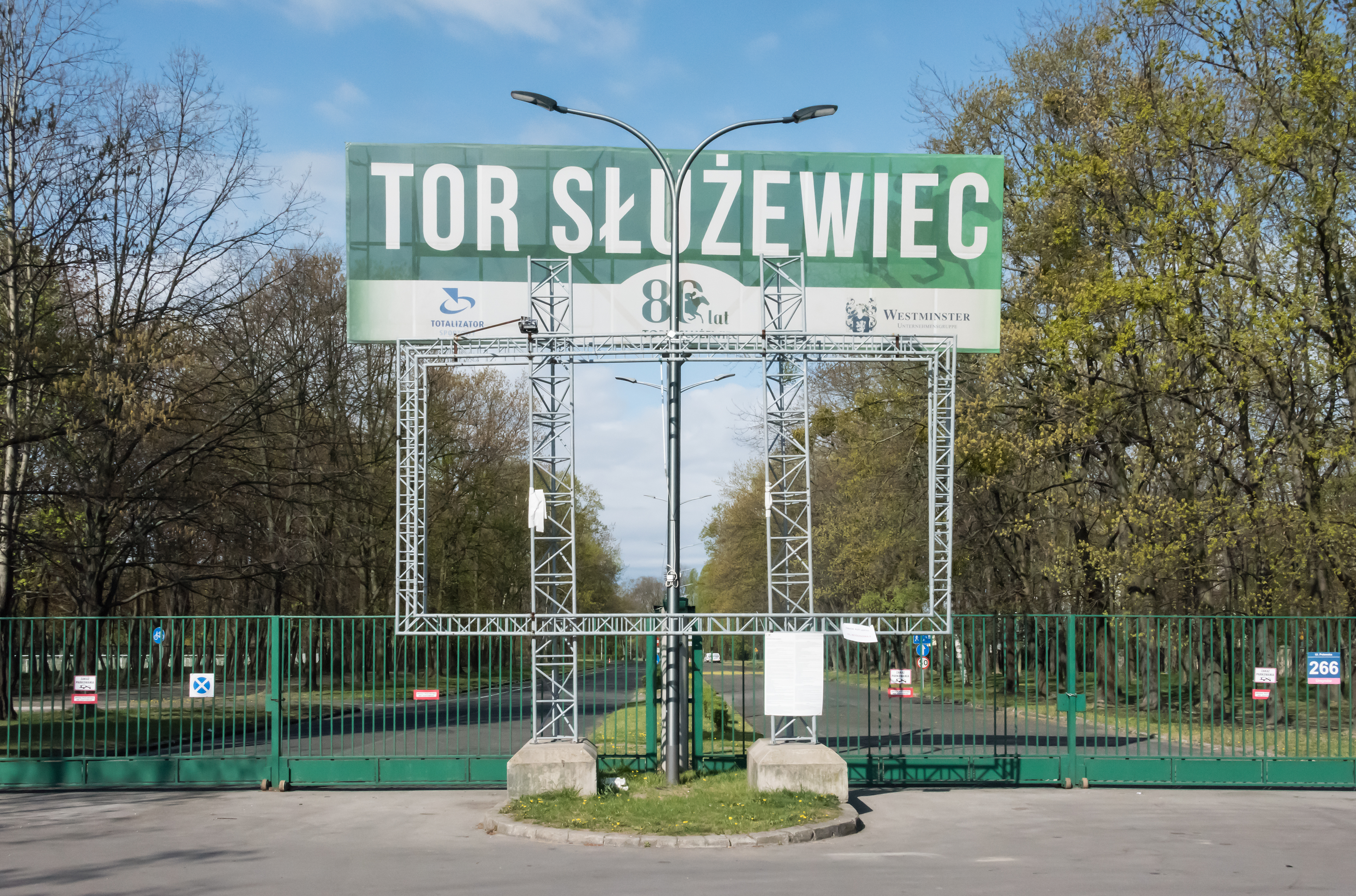
Wejście na teren toru wyścigowego od strony ul. Puławskiej

Tor wyścigów konnych Służewiec – tor wyścigów konnych znajdujący się przy ul. Puławskiej 266 w dzielnicy Ursynów w Warszawie.
Torem zarządza spółka Totalizator Sportowy Sp. z o.o. Wcześniej obiektem zarządzało utworzone w 1950 przedsiębiorstwo państwowe Państwowe Tory Wyścigów Konnych, a do upadłości w 2004 spółka Skarbu Państwa pn. Służewiec Tory Wyścigów Konnych.

## Historia
Pierwszy wyścig konny w Polsce mający charakter rywalizacji sportowej został odnotowany w 1777, kiedy w wyniku zakładu klacz Kazimierza Rzewuskiego pokonała konia angielskiego posła sir Charlesa Whitwortha na drodze z Woli do Zamku Ujazdowskiego. Pierwsze regularne wyścigi z profesjonalnym torem wyścigowym zorganizowało w 1841 Towarzystwo Wyścigów Konnych i Wystawy Zwierząt Gospodarskich w Królestwie Polskim.
Pierwszy tor był zlokalizowany przy ul. Polnej w Warszawie, na części terenu Pola Mokotowskiego. Tor mokotowski w chwili jego powstania był zlokalizowany na granicy miasta. Po 1916 roku, po wycofaniu się Rosjan i rozluźnieniu „gorsetu” fortyfikacji carskich, nowo powstałe dzielnice (np. Mokotów) spowodowały, że tor na Polu Mokotowskim znalazł się praktycznie w centrum Warszawy.
W 1925 Towarzystwo Zachęty do Hodowli Koni w Polsce nabyło ok. 150 ha z większego kompleksu gruntów na Służewcu, należącym wówczas do dóbr wilanowskich. Został zaprojektowany na podstawie założeń i potrzeb nowoczesnego toru, lecz bez wzorowania się na torach zagranicznych.
Głównym projektantem założenia był warszawski architekt Zygmunt Plater-Zyberk (współpraca Juliusz Żórawski, Janusz Alchimowicz, Tadeusz Giżycki, Jan Siwek oraz studenci Jerzy Wasilewski, Jerzy Grabowski, Olgierd Tarnowski, Olgierd Wojciechowski), który zaprojektował nowoczesny zespół łączący modny w latach 30. XX wieku styl funkcjonalistyczny i styl okrętowy. Założenie, bez wyraźnych dominant, składa się z dwóch torów:
- głównego, trawiastego toru o długości ok. 2300 m, na którym odbywają się wyścigi płaskie, płotowe i przeszkodowe, położonego na osi północ-południe wzdłuż ulicy Puławskiej oraz trzech trybun,
- piaszczystego toru treningowego o obwodzie ok. 1950 m., położonego na osi wschód-zachód, z trzema ziemno-piaskowymi bieżniami.

Oprócz toru wyścigowego i trybun dla kibiców, teren został zaprojektowany jako imponującej wielkości kompleks treningowy, składający się m.in. z murowanych stajni i przylegających do nich mieszkań/pomieszczeń gospodarczych, karuzel do stępowania koni, padoków przy stajniach, oraz przestronnych padoków wzdłuż alei Wyścigowej. Innowacyjnym rozwiązaniem był podziemny tunel (znajdujący się między trybuną honorową a dżokejką) łączący teren treningowy z torem wyścigowym, którym to tunelem konie były doprowadzane do gonitw. Unikatowym przedsięwzięciem było także stworzenie tzw. parku angielskiego (na południe od dżokejki), w którego skład wchodzą starannie zaprojektowana zieleń oraz zbiornik przeciwpożarowy, swoim wyglądem bardziej przypominający stylowy basen. Wieża ciśnień uniezależniała tor od sieci wodociągów miejskich.
We wrześniu 1938 część gminy Wilanów, na której znajdował się tor, została przyłączona do Warszawy.
W latach 1932–1939 zbudowano stajnie treningowe oraz mieszkania dla pracowników toru. Nieopodal toru treningowego zbudowano magazyn na paszę dla koni. Planowana była budowa stacji kolejowej oraz linii tramwajowej, jednak wszystkie te działania przerwał wybuch II wojny światowej. Po 1945 plany te zarzucono.
W 1939 na terenie toru wyścigowego na Służewcu ustawiono przeniesiony z terenu dawnego toru przy ul. Polnej pomnik Fryderyka Jurjewicza (odsłonięty tam w 1929).
Tor otwarto w sobotę 3 czerwca 1939 roku i był to w tym czasie najnowocześniejszy i największy tor wyścigów konnych w Europie. Pierwszą gonitwę, która była przeznaczona dla 3-letnich koni IV kategorii, na dystansie 1600 metrów wygrał Felsztyn (Büves – Gibson Maid) przed Pontusem, Kockiem, Karioką II i Gondolą. Czas gonitwy wynosił 1 minuta 42,5 sek.
Podczas obrony Warszawy obiekt został zajęty przez Niemców w drugiej dekadzie września 1939. W okresie okupacji niemieckiej stacjonowała tam jednostka kawalerii SS. Na początku 1940 wszystkie konie zostały wywiezione przez Niemców do Hamburga. W lipcu 1944 stan załogi niemieckiej wynosił 600–800 żołnierzy, w tym m.in. oddział lotników z pobliskiego lotniska Okęcie. Tor wyścigowy był wykorzystywany przez Niemców jako lądowisko dla samolotów myśliwskich. Był to prawdopodobnie powód zburzenia przez nich wieży ciśnień, której ruiny zachowały się w pobliżu bramy od strony ul. Wyczółki.
1 sierpnia 1944 kompleks wyścigów został zaatakowany przez powstańców z batalionu „Karpaty” wchodzącego w skład zgrupowania pułku „Baszta”. Atak, pomimo początkowych sukcesów, zakończył się niepowodzeniem. Polacy ponieśli duże straty, a wziętych do niewoli powstańców i grupę mężczyzn ze Służewca Niemcy rozstrzelali tego samego dnia pod wieczór na torze treningowym.
W 1989 zespół torów wyścigów konnych został wpisany do rejestru zabytków.

### Trybuny
Trybuny, skierowane na wschód w celu uniknięcia popołudniowego nasłonecznienia, różnią się przeznaczeniem dla różnych grup użytkowników.
Trybuna I (tzw. Honorowa) z padokiem to dawny ekskluzywny pawilon połączony z budynkiem administracyjnym dla sędziów i dziennikarzy. Posiada przeszkloną ścianę kurtynową rozpiętą na wysokości trzech kondygnacji od strony padoku, podwieszaną pochylnię pomiędzy piętrami zamiast schodów i tarasy dla widowni. Na tej trybunie obowiązuje oficjalny dress code, zgodnie z którym panowie powinni mieć na sobie koszule z długim rękawem, spodnie materiałowe i marynarki, a panie – sukienki, długie spodnie materiałowe, spódnice lub bluzki.
Trybuna II dla ok. 4500 osób posiada głównie miejsca stojące, siedzące w lożach i tarasy, w 2007 roku wyłączona z użytku ze względu na stan techniczny, w 2014 r., częściowo oddana do użytku. Trybuna posiadała m.in. salę dansingową w podziemiach z obrotowym parkietem.
Trybuna III dla 7000 osób zawiera wyłącznie miejsca stojące, nigdy nie została oddana do użytku.

## Rekordy toru

### Konie pełnej krwi angielskiej
| Dystans | Czas    | Koń                             | Pochodzenie                                   | Hodowca                        | Data       | Jeździec                 |
| ------- | ------- | ------------------------------- | --------------------------------------------- | ------------------------------ | ---------- | ------------------------ |
| 1000 m  | 0′57,2″ | klacz JAGABELLA, 2-letnia       | Don Corleone – Jagoda / Zinaad                | W. Krzemiński                  | 27.07.2008 | Piotr Krowicki           |
| 1200 m  | 1′10″   | ogier SNOWYWHITE, 3-letni       | Verglas – Sagar Flag / Northern Flagship      | Scuderia Sant’ Ambroeus srl    | 06.07.2013 | Szczepan Mazur           |
| 1250 m  | 1′17,0″ | ogier TREFL, 4-letni            | Forward – Luftlinie / ?                       | E. Grzybowski                  | 1939 r.    | Aleksander Fomienko      |
| 1300 m  | 1′16,1″ | ogier DŻASPER, 5-letni          | Roulette – Dżalina / Graf                     | SK Widzów-K.Tyszko             | 29.06.2008 | Martin Srnec             |
| 1400 m  | 1′21,5″ | ogier EMILIANO ZAPATA, 7-letni  | Garswood – Golden Dirham / Kheleyf            | Bumble Bloodstock              | 10.06.2023 | Kamil Grzybowski         |
| 1600 m  | 1′34,3″ | ogier STAR POKER, 3-letni       | Footstepsinthesand – Samphire Red / Sri Pekan | H. Power                       | 07.07.2013 | Tomáš Lukášek            |
| 1700 m  | 1′46″   | ogier OSTER, 3-letni            | Azan – Ostera / Balustrade                    | SK Moszna                      | 1979 r.    | Roman Madejski           |
| 1800 m  | 1′49″   | ogier DOTTI, 4-letni            | Salut – Ottilia / Telefierique                | SK Moszna                      | 1954 r.    | Walenty Stasiak          |
| 2000 m  | 2′00.9″ | ogier ANATOR, 5-letni           | Motivator – Anayasa / Oratorio                | M. Hennau                      | 13.05.2023 | Kamil Grzybowski         |
| 2100 m  | 2′12″   | klacz RADA, 4-letnia            | Bafur – Fatima / Illuminator                  | SK Kozienice                   | 1939 r.    | Edward Gill              |
| 2200 m  | 2′13,4″ | klacz PRIDE OF NELSON, 3-letnia | Mount Nelson – Alfreda / Unfuwain             | Stilvi Compania Financiera S.A | 16.06.2019 | Tomáš Lukášek            |
| 2400 m  | 2′27,7″ | ogier GANCEGAL, 5-letni         | Born To Sea – Aphorism / Halling              | J. & J. Waldron                | 15.08.2021 | Szczepan Mazur           |
| 2600 m  | 2′39,8″ | ogier LE DESTRIER, 3-letni      | Le Havre – Quanzhou / Dubawi                  | Haras de la Perelle            | 02.07.2023 | Kumushbek Dogdurbek Uulu |
| 2800 m  | 2′53.8″ | ogier INTENS, 3-letni           | Belenus – Inicjatywa / Juror                  | R. Piwko                       | 28.08.2011 | Tomáš Lukášek            |
| 3000 m  | 3′10″   | ogier ŁEPEK, 4-letni            | Łeb w łeb – Lauma / Aurelius                  | SK Kozienice                   | 1951 r.    | Władysław Biesiadziński  |
| 3200 m  | 3′23.0″ | ogier DORYANT, 4-letni          | Negresco – Dracena / Hirohito                 | SK Golejewko                   | 1971 r.    | Czesław Rajewski         |
| 3600 m  | 3′55″   | ogier SAN SIRO, 3-letni         | Turysta – Sobiesława / Jeremi                 | SK Widzów                      | 1962 r.    | Arkadiusz Goździk        |
| 4000 m  | 4′23″   | ogier MORAVAN, 5-letni          | Lionel – Spring Morning / Apelle              | Czechosłowacja                 | 1953 r.    | Miroslav Susta           |
| 4800 m  | 5′20″   | ogier DURBAN, 5-letni           | Łeb w łeb – Czorba / Bandit                   | SK Kozienice                   | 1955 r.    | Marian Krysiak           |

### Konie czystej krwi arabskiej
| Dystans | Czas    | Koń                                  | Pochodzenie                                   | Hodowca                     | Data       | Dosiadający         | L. koni |
| ------- | ------- | ------------------------------------ | --------------------------------------------- | --------------------------- | ---------- | ------------------- | ------- |
| 1400 m  | 1′32,8″ | ogier ELDAS, 4-letni                 | Dahess – Elgana / Ganges                      | Z. Górski                   | 26.09.2020 | Sanzhar Abaev       | 9       |
| 1600 m  | 1′45,5″ | ogier SALSABIL II, 4-letni           | No Risk Al Maury – Gifara / Amer              | Adnan Sultan Saif Al Nuaimi | 20.08.2023 | Martin Srnec        | –       |
| 1700 m  | 2′02″   | ogier MONOGRAM, 3-letni              | Melon – Moskwa / Carycyn                      | SK Kurozwęki                | 1979 r.    | Janusz Krajewski jr | –       |
| 1800 m  | 2′01,3″ | ogier SJABAHAR ‘OA’, 6-letni         | AF Albahar – Sharima / Dormane                | R.A.G. Kolk van Meerveld    | 27.05.2023 | Alexander Reznikov  | –       |
| 2000 m  | 2′12,5″ | ogier BAHWAN, 4-letni                | Jalnar Al Khalidiah – Meeyur / Mared Al Sahra | Al Shahania Stud Doha       | 02.07.2023 | Kamil Grzybowski    | –       |
| 2200 m  | 2′26,8″ | ogier BAHWAN, 4-letni                | Jalnar Al Khalidiah – Meeyur / Mared Al Sahra | Al Shahania Stud Doha       | 28.05.2023 | Bolot Kalysbek      | –       |
| 2400 m  | 2′43,4″ | ogier ZENHAF, 5-letn                 | AF Albahar – Zenhobie / Dormane               | Haras de Mandore            | 25.06.2023 | Martin Srnec        | –       |
| 2600 m  | 2′56.3″ | ogier MUQUATIL AL KHALIDIAH, 5-letni | Tiwaiq – Ty / Dormane                         | Al Khalidiah Stables        | 22.08.2010 | David Badel         | 12      |
| 2800 m  | 3′14.0″ | ogier FRAGNAR, 4-letni               | Al Mamun Monlau – Fioretta / Saracen          | M. Stelmaszczyk             | 22.09.2024 | Joanna Wyrzyk       | 7       |
| 3000 m  | 3′27.9″ | ogier WARES, 4-letni                 | Ontario HF – Wienerva / Santhos               | J. Głowacki, SK Mała Wieś   | 28.07.2013 | Aleksander Reznikov | 14      |
| 3200 m  | 3′59″   | ogier GRAND, 5-letni                 | Kuhailan Abu Urkub – Sagar / Kuhailan Kruszan | R.Sanguszko                 | 1949 r.    | Walenty Stasiak     | –       |
| 3600 m  | 4′21″   | ogier GRAND, 4-letni                 | Kuhailan Abu Urkub – Sagar / Kuhailan Kruszan | R.Sanguszko                 | 1948 r.    | Stanisław Pulc      | –       |

## Klub 1000
Klub 1000 jest elitarnym gronem jeźdźców Toru Wyścigów Konnych Służewiec, którzy wygrali co najmniej 1000 gonitw. W sierpniu 2022 do klubu należy 11 jeźdźców:
- Mieczysław Mełnicki – 1663 wygrane,
- Jerzy Ochocki – 1240,
- Walenty Stasiak – 1206,
- Janusz Kozłowski – 1180,
- Piotr Piątkowski – 1128,
- Kazimierz Jagodziński – 1122,
- Wiaczesław Szymczuk – 1119 (do końca sezonu 2021),
- Aleksander Reznikov – 1063 (do końca sezonu 2020),
- Stanisław Pasternak – 1036,
- Tomasz Dul – 1012,
- Albin Rejek – 1006[15].

## Memoriały
Na torze rozgrywane są memoriały imienia zasłużonych osób:
- Memoriał Tomasza Dula,
- Memoriał dr. Aleksandra Falewicza,
- Memoriał Jerzego Jednaszewskiego,
- Memoriał Bogdana Ziemiańskiego,
- Memoriał Fryderyka Jurjewicza,
- Memoriał Jerzego Eliasa[16],
- Memoriał Izabeli Pawelec-Zawadzkiej[17].

## Koncerty
Obszar toru wyścigowego ze względu na płaskość terenu oraz możliwość pomieszczenia dużej liczby widzów wykorzystywany jest jako miejsce występów gwiazd polskiej i światowej rozrywki. Spośród znanych występowali:
- U2 – PopMart 12 sierpnia 1997,
- Depeche Mode – Exciter Tour 2 września 2001,
- Sting – koncert 25 września 2005,
- Daft Punk – koncert 9 września 2006,
- Pet Shop Boys – koncert 10 września 2006,
- Duran Duran – koncert 23 września 2006,
- George Michael – 25 Live Tour 11 lipca 2007,
- The Rolling Stones – A Bigger Bang 25 lipca 2007

Był on także kilkakrotnie miejscem Orange Warsaw Festival.

## Inne informacje
- Blisko kilometrowy mur oddzielający tereny Toru Wyścigowego od ulicy Puławskiej jest uliczną galerią polskich twórców graffiti[18].
- Na terenie obiektu rosną dwie topole białe (Populus alba) będące pomnikami przyrody[19].
- Wewnątrz obrysu głównego toru znajdują się dwa stawy: Stawy na Wyścigach[20].